# Свидовський потік
Свидовський потік (словац. Svidovský potok) — річка в Словаччині, ліва притока Боци, протікає в окрузі Банська Бистриця.
Довжина приблизно 5.0-5.5 км. Витік знаходиться в масиві Низькі Татри (частина Дюмб'єрські Татри) — схил гори Округли-врх — на висоті близько 1230 метрів. Протікає територією села Малужина.
Впадає у Боцу на висоті приблизно 710—720 метрів.